# Tommy Hughes
Thomas Alexander Hughes, detto Tommy (Dalmuir, 11 luglio 1947), è un ex calciatore scozzese, di ruolo portiere.

## Carriera
Nella stagione 1966-1967 fa parte per un breve periodo della rosa del Clydebank, nella seconda divisione scozzese; a stagione in corso si trasferisce poi nella prima divisione inglese ai londinesi del Chelsea, con cui rimane per un lustro, ricoprendo sempre un ruolo da riserva ma, nonostante questo, disputando complessivamente 11 partite nella prima divisione inglese (2 nella stagione 1966-1967, 2 nella 1967-1968, una nella 1968-1969 ed infine 6 nella 1969-1970, annata in cui vince anche una FA Cup).
Nell'estate del 1971 viene ceduto all'Aston Villa, in terza divisione, dove con 16 presenze contribuisce alla vittoria del campionato; rimane in rosa come portiere di riserva (senza disputare ulteriori partite in campionato) anche nella prima metà della stagione 1972-1973, per poi passare in prestito sempre in seconda divisione al Brighton, con cui gioca invece 3 partite di campionato, torneo che i Seagulls, a loro volta neopromossi nella categoria, chiudono all'ultimo posto in classifica. A fine stagione viene ceduto a titolo definitivo per 15000 sterline all'Hereford Utd, club che era appena stato promosso nella terza divisione inglese: con i Bulls Hughes conquista da subito il posto da titolare e nella stagione 1975-1976, dopo due salvezze ottenute nelle annate precedenti, contribuisce alla vittoria del campionato, che consente al club bianconero di conquistare la prima promozione in seconda divisione della sua storia. Il portiere scozzese nella stagione 1976-1977 gioca dunque in questa categoria, nella quale il club però retrocede immediatamente, scendendo poi ulteriormente di categoria (ed arrivando quindi in quarta divisione) al termine della stagione 1977-1978. Dal 1978 al 1982 Hughes gioca poi per un quadriennio nella quarta divisione inglese con l'Hereford United, club con cui arriva ad un totale di 240 presenze in incontri di campionato. Va infine a chiudere la carriera ai semiprofessionisti del Trowbridge Town, salvo poi ritirarsi dopo poco tempo dal suo arrivo nel club per diventare allenatore dell'Hereford United, incarico che comunque mantiene solamente durante parte della stagione 1982-1983.
In carriera ha giocato complessivamente 270 partite nei campionati della Football League.

### Nazionale
Tra il 1969 ed il 1970 ha giocato 2 partite con la nazionale scozzese Under-23.

## Palmarès

### Giocatore

#### Competizioni nazionali
- Coppa d'Inghilterra: 1

Chelsea: 1969-1970
- Third Division: 2

Aston Villa: 1971-1972
Hereford United: 1975-1976

#### Competizioni internazionali
- Coppa delle Coppe: 1

Chelsea: 1970-1971